# Dragomir Mrsic
Dragomir ”Gago” Mrsic, född 21 september 1969 (folkbokförd 2 oktober 1969) i Prijedor, Jugoslavien (i nuvarande Bosnien och Hercegovina), är en svensk programledare och prisbelönt skådespelare. Han blev uppmärksammad som skådespelare genom filmen Snabba cash 2010. Mrsic är utövare av kampsporten taekwondo. År 1990 genomförde han tillsammans med bland andra Liam Norberg rånet mot Gotabanken i Stockholm.

## Biografi
Dragomir Mrsic var tre år gammal när han kom till Sverige tillsammans med sina föräldrar och två äldre syskon. De bosatte sig i Stockholmsförorten Fittja i Botkyrka kommun, där han växte upp. Han gick eltekniska linjen på gymnasiet och senare en idrottsledarutbildning vid Bosön idrottsfolkhögskola och en coachutbildning i Tyskland.
Vid 18 års ålder blev Mrsic nordisk mästare i taekwondo. År 1990 genomförde han, med bland andra Liam Norberg, ett omtalat stort bankrån mot Gotabanken i Stockholm, för vilket han dömdes till tre och ett halvt års fängelse. I fängelset läste han idrottskurser och tränade. När han blev frigiven sökte han till och blev antagen vid Bosön folkhögskola. Mellan åren 2000 och 2004 var han tränare i Sveriges Olympiska Kommittés topprogram. Därefter startade han gymmet Extreme Training, på Östermalm i Stockholm, som han fortfarande driver.
Genom en audition 2007 fick han en roll i Josef Fares långfilm Leo. Två år senare medverkade han i filmen Wallander – Kuriren. Hans genombrott som skådespelare kom med filmen Snabba cash (2010). Mrsic medverkade även i uppföljaren Snabba cash II (2012). I två säsonger av TV-serien Torpederna 2014–2017 spelade han den hårdhudade gangsterkungen Goran Stankovic. År 2014 var Mrsic aktuell i filmen Edge of Tomorrow, där han spelade mot Tom Cruise i rollen som den lågmälde soldaten Kuntz. Samma år gav han ut en bok om sig själv och om sitt speciella träningsprogram.
Mrsic medverkar som skådespelare och röstskådespelare i TV-spelet Payday 2. Han var även med i Stjärnorna på slottet säsongen 2019/2020. 2023 medverkade han som deltagare i andra säsongen av Utbildningsradions program Klimatkampen.
Sedan 2023 är han programledare för underhållningsprogrammet Förrädarna på TV4.

## Privatliv
Mrsic är sambo med den personliga tränaren Isabel Alonso. De träffades 1992 och har en dotter och en son tillsammans.

## Filmografi
- 2006 – Exit
- 2007 – Gangster
- 2007 – Leo
- 2009 – Wallander – Kuriren
- 2010 – Snabba cash
- 2012 – Snabba cash II
- 2014 – Edge of Tomorrow
- 2014–2017 – Torpederna (TV-serie)
- 2017 – Innan vi dör (TV-serie)
- 2017 – Syrror (TV-serie)
- 2017 – Alex (TV-serie)
- 2018 – Bonusfamiljen (TV-serie)
- 2018 – Väster om friheten (TV-serie)
- 2019 – Helt perfekt (TV-serie)
- 2019 – Stjärnorna på slottet
- 2020 – Mirakel (TV-serie)
- 2020–2023 – Spookys (TV-serie)
- 2022 – Minioner: Berättelsen om Gru (svensk dubbning)
- 2023 – Klimatkampen
- 2023 – The Island Sverige
- 2023 – Förrädarna
- 2024 – Förrädarna (TV-program)
- 2025 – Spermageddon (svensk dubbning)
- 2025 – Förrädarna (TV-program)

## Böcker
- Dragomir Mrsic & Majsan Boström, Extreme Training: from Fittja to Hollywood, Fitnessförlaget, 2014. ISBN 91-7363-062-4